# 1982年一般教書演説
1982年一般教書演説は、第40代アメリカ合衆国大統領のロナルド・レーガンが1982年1月26日午後9時（東部標準時）にアメリカ合衆国下院本会議場でアメリカ合衆国第97議会に向けて行った。これはレーガンにとって初めての一般教書演説であり、アメリカ合衆国議会合同会議における2度目の演説であった。合同議長は下院議長のティップ・オニールが務め、副大統領のジョージ・H・W・ブッシュが同席した。
演説は40分14秒 、5154語に及んだ。演説はラジオとテレビで生中継された。
演説には2週間前に発生したエア・フロリダ90便墜落事故で救助に協力したレニー・スクートニクが史上初めて特別ゲストとして招かれた。
民主党からの反論演説はドナルド・リーグル上院議員（ミシガン州）、ジム・サッサー上院議員（テネシー州）、アルバート・ゴア・ジュニア下院議員（テネシー州）、ロバート・バード上院議員（ウェストバージニア州）、エドワード・ケネディ上院議員（マサチューセッツ州）、ティップ・オニール下院議長（マサチューセッツ州）、ゲイリー・ハート上院議員（コロラド州）、ポール・サーベンス上院議員（メリーランド州）、J・ベネット・ジョンストン上院議員（ルイジアナ州）、アラン・クランストン上院議員（カリフォルニア州）が行った。